# Golden Globe Awards 1999
Die 56. Verleihung der Golden Globe Awards fand am 24. Januar 1999 im Beverly Hilton Hotel in Beverly Hills, Kalifornien statt.

## Nominierungen und Gewinner im Bereich Film

### Bester Film – Drama
Der Soldat James Ryan (Saving Private Ryan) – Regie: Steven Spielberg
- Der Pferdeflüsterer (The Horse Whisperer) – Regie: Robert Redford
- Die Truman Show (The Truman Show) – Regie: Peter Weir
- Elizabeth – Regie: Shekhar Kapur
- Gods and Monsters – Regie: Bill Condon

### Bester Film – Musical/Komödie
Shakespeare in Love – Regie: John Madden
- Bulworth – Regie: Warren Beatty
- Die Maske des Zorro (The Mask of Zorro) – Regie: Martin Campbell
- Patch Adams – Regie: Tom Shadyac
- Still Crazy – Regie: Brian Gibson
- Verrückt nach Mary (There’s Something About Mary) – Regie: Peter und Bobby Farrelly

### Beste Regie
Steven Spielberg – Der Soldat James Ryan (Saving Private Ryan)
- Shekhar Kapur – Elizabeth
- John Madden – Shakespeare in Love
- Robert Redford – Der Pferdeflüsterer (The Horse Whisperer)
- Peter Weir – Die Truman Show (The Truman Show)

### Bester Hauptdarsteller – Drama
Jim Carrey – Die Truman Show (The Truman Show) 
- Stephen Fry – Oscar Wilde (Wilde)
- Tom Hanks – Der Soldat James Ryan (Saving Private Ryan)
- Ian McKellen – Gods and Monsters
- Nick Nolte – Der Gejagte (Affliction)

### Beste Hauptdarstellerin – Drama
Cate Blanchett – Elizabeth
- Fernanda Montenegro – Central Station (Central do Brasil)
- Susan Sarandon – Seite an Seite (Stepmom)
- Meryl Streep – Familiensache (One True Thing)
- Emily Watson – Hilary & Jackie (Hillary and Jackie)

### Bester Hauptdarsteller – Musical/Komödie
Michael Caine – Little Voice
- Antonio Banderas – Die Maske des Zorro (The Mask of Zorro)
- Warren Beatty – Bulworth
- John Travolta – Mit aller Macht (Primary Colors)
- Robin Williams – Patch Adams

### Beste Hauptdarstellerin – Musical/Komödie
Gwyneth Paltrow – Shakespeare in Love
- Cameron Diaz – Verrückt nach Mary (There’s Something About Mary)
- Jane Horrocks – Little Voice
- Christina Ricci – The Opposite of Sex – Das Gegenteil von Sex (The Opposite of Sex)
- Meg Ryan – E-m@il für Dich (You’ve Got Mail)

### Bester Nebendarsteller
Ed Harris – Die Truman Show (The Truman Show)
- Robert Duvall – Zivilprozeß (A Civil Action)
- Bill Murray – Rushmore
- Geoffrey Rush – Shakespeare in Love
- Donald Sutherland – Grenzenlos (Without Limits)
- Billy Bob Thornton – Ein einfacher Plan (A Simple Plan)

### Beste Nebendarstellerin
Lynn Redgrave – Gods and Monsters
- Kathy Bates – Mit aller Macht (Primary Colors)
- Brenda Blethyn – Little Voice
- Judi Dench – Shakespeare in Love
- Sharon Stone – The Mighty – Gemeinsam sind sie stark (The Mighty)

### Bestes Drehbuch
Marc Norman, Tom Stoppard – Shakespeare in Love
- Warren Beatty, Jeremy Pikser – Bulworth
- Andrew Niccol – Die Truman Show (The Truman Show)
- Robert Rodat – Der Soldat James Ryan (Saving Private Ryan)
- Todd Solondz – Happiness

### Beste Filmmusik
Burkhard Dallwitz, Philip Glass – Die Truman Show (The Truman Show)
- Jerry Goldsmith – Mulan
- Randy Newman – Das große Krabbeln (A Bug’s Life)
- Stephen Schwartz, Hans Zimmer – Der Prinz von Ägypten (The Prince of Egypt)
- John Williams – Der Soldat James Ryan (Saving Private Ryan)

### Bester Filmsong
„The Prayer“ aus Das magische Schwert – Die Legende von Camelot (Quest for Camelot) – David Foster, Tony Renis, Carole Bayer Sager, Alberto Testa
- „Reflection“ aus Mulan – Matthew Wilder, David Zippel
- „The Flame Still Burns“ aus Still Crazy – Chris Difford, Marti Frederiksen, Mick Jones
- „The Mighty“ aus The Mighty – Gemeinsam sind sie stark (The Mighty) – Trevor Jones, Sting
- „Uninvited“ aus Stadt der Engel (City of Angels) – Alanis Morissette
- „When You Believe“ aus Der Prinz von Ägypten (The Prince of Egypt) – Stephen Schwartz

### Bester fremdsprachige Film
Central Station (Central do Brasil), Brasilien – Regie: Walter Salles
- Das Fest (Festen), Dänemark – Regie: Thomas Vinterberg
- Die polnische Braut (De poolse bruid), Niederlande – Regie: Karim Traïdia
- Hombres armados – Men With Guns (Men with Guns), Vereinigte Staaten – Regie: John Sayles
- Tango (Tango, no me dejes nunca), Argentinien – Regie: Carlos Saura

## Nominierungen und Gewinner im Bereich Fernsehen

### Beste Fernsehserie – Drama
Practice – Die Anwälte (The Practice)
- Akte X – Die unheimlichen Fälle des FBI (The X-Files)
- Emergency Room – Die Notaufnahme (ER)
- Felicity
- Law & Order

### Bester Darsteller in einer Fernsehserie – Drama
Dylan McDermott – Practice – Die Anwälte (The Practice)
- David Duchovny – Akte X – Die unheimlichen Fälle des FBI (The X-Files)
- Anthony Edwards – Emergency Room – Die Notaufnahme (ER)
- Lance Henriksen – Millennium – Fürchte deinen Nächsten wie Dich selbst (Millennium)
- Jimmy Smits – New York Cops – NYPD Blue (NYPD Blue)

### Beste Darstellerin in einer Fernsehserie – Drama
Keri Russell – Felicity
- Gillian Anderson – Akte X – Die unheimlichen Fälle des FBI (The X-Files)
- Kim Delaney – New York Cops – NYPD Blue (NYPD Blue)
- Roma Downey – Ein Hauch von Himmel (Touched by an Angel)
- Julianna Margulies – Emergency Room – Die Notaufnahme (ER)

### Beste Fernsehserie – Musical/Komödie
Ally McBeal
- Chaos City (Spin City)
- Dharma & Greg
- Frasier
- Just Shoot Me – Redaktion durchgeknipst (Just Shoot Me!)

### Bester Darsteller in einer Fernsehserie – Musical/Komödie
Michael J. Fox – Chaos City (Spin City)
- Thomas Gibson – Dharma & Greg
- Kelsey Grammer – Frasier
- John Lithgow – Hinterm Mond gleich links (3rd Rock from the Sun)
- George Segal – Just Shoot Me – Redaktion durchgeknipst (Just Shoot Me!)

### Beste Darstellerin in einer Fernsehserie – Musical/Komödie
Jenna Elfman – Dharma & Greg
- Christina Applegate – Jesse
- Calista Flockhart – Ally McBeal
- Laura San Giacomo – Just Shoot Me – Redaktion durchgeknipst (Just Shoot Me!)
- Sarah Jessica Parker – Sex and the City

### Beste Miniserie oder bester Fernsehfilm
From the Earth to the Moon
- Baby Blues (The Baby Dance)
- Gia – Preis der Schönheit (Gia)
- Merlin
- The Temptations

### Bester Darsteller in einer Miniserie oder einem Fernsehfilm
Stanley Tucci – Winchell 
- Peter Fonda – Sturm über Mississippi (The Tempest)
- Sam Neill – Merlin
- Bill Paxton – A Bright Shining Lie – Die Hölle Vietnams (A Bright Shining Lie)
- Christopher Reeve – Das Fenster zum Hof (Rear Window)
- Patrick Stewart – Moby Dick

### Bester Darstellerin in einer Miniserie oder einem Fernsehfilm
Angelina Jolie – Gia – Preis der Schönheit (Gia)
- Stockard Channing – Baby Blues (The Baby Dance)
- Laura Dern – Baby Blues (The Baby Dance)
- Ann-Margret Olsson – Die Seele der Partei - Die Pamela Harriman Story (Life of the Party: The Pamela Harriman Story)
- Miranda Richardson – Merlin

### Bester Nebendarsteller in einer Serie, einer Miniserie oder einem Fernsehfilm
Don Cheadle – Frank, Dean und Sammy tun es (The Rat Pack)

Gregory Peck – Moby Dick
- Joe Mantegna – Frank, Dean und Sammy tun es (The Rat Pack)
- David Spade – Just Shoot Me – Redaktion durchgeknipst (Just Shoot Me!)
- Noah Wyle – Emergency Room – Die Notaufnahme (ER)

### Beste Nebendarstellerin in einer Serie, einer Miniserie oder einem Fernsehfilm
Faye Dunaway – Gia – Preis der Schönheit (Gia)

Camryn Manheim – Practice – Die Anwälte (The Practice)
- Helena Bonham Carter – Merlin
- Jane Krakowski – Ally McBeal
- Wendie Malick – Just Shoot Me – Redaktion durchgeknipst (Just Shoot Me!)
- Susan Sullivan – Dharma & Greg

## Cecil B. De Mille Award
- Jack Nicholson

## Miss Golden Globe
Tori Reid (Tochter von Tim und Rita Reid)